# 이 장벽을 허무시오

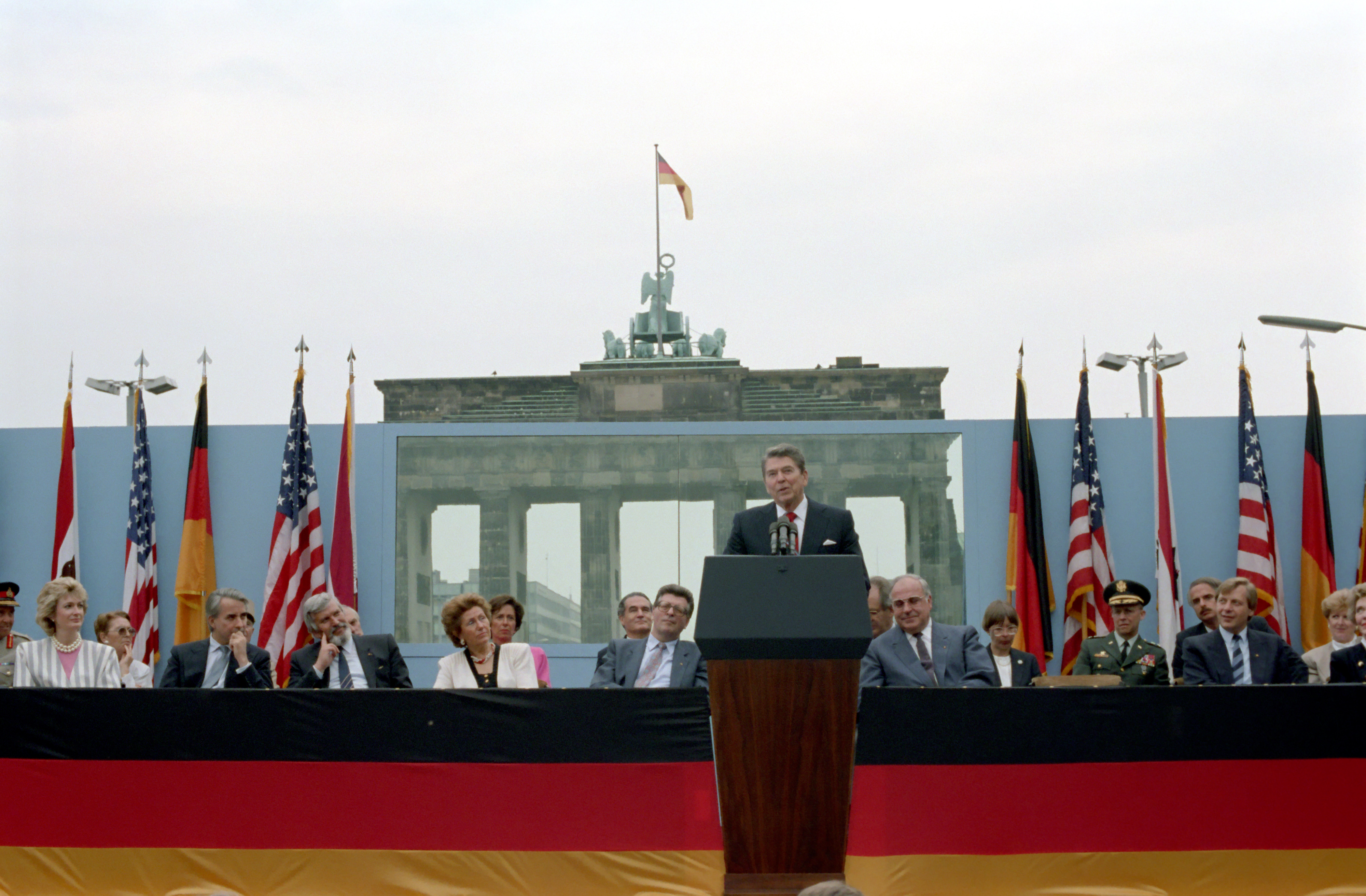
브란덴부르크 문에서 연설하는 로널드 레이건

이 장벽을 허무시오(Tear down this wall!)는 미국 대통령 로널드 레이건이 1987년 6월 12일에 브란덴부르크 문에서 발표한 연설에서 한 말이다.

## 내용
이 말은 소련의 미하일 고르바초프 서기장에게 베를린 장벽을 허물 것을 요구한 것이다. 당시 고르바초프는 글라스노스트와 페레스트로이카 정책을 추진하고 있었으며, 동구권의 자유를 확대할 방침이었다. 이러한 정책을 상징하는 행위로 벽을 허물 것을 레이건은 호소했다.
We welcome change and openness; for we believe that freedom and security go together, that the advance of human liberty can only strengthen the cause of world peace. (우리는 변화와 개방을 환영합니다. 자유와 안보는 함께 한다고 믿기 때문입니다. 인간의 자유의 진보는 세계 평화라는 명분을 강화할 수 있을 뿐입니다.)
There is one sign the Soviets can make that would be unmistakable, that would advance dramatically the cause of freedom and peace. (소련이 분명히 할 수 있는 한 가지 징후가 있는데, 그것은 자유와 평화라는 대의를 극적으로 진전시킬 것입니다.)
General Secretary Gorbachev, if you seek peace, if you seek prosperity for the Soviet Union and Eastern Europe, if you seek liberalization, come here to this gate! (고르바초프 서기장님, 평화를 추구한다면, 소련과 동유럽의 번영을 추구한다면, 자유화를 추구한다면, 이 문으로 오십시오!)
Mr. Gorbachev, open this gate! Mr. Gorbachev, tear down this wall! (고르바초프씨, 이 문을 여십시오! 고르바초프씨, 이 장벽을 허무시오!)

## 결과
이 연설의 2년 뒤인 1989년 11월 9일에 베를린 장벽이 붕괴되고, 다시 1년 뒤인 1990년 10월 3일에 독일이 통일되지만, 이런 일들과의 관계에 대해서는 의견이 엇갈리고 있다.

## 기타
레이건의 연설 중 가장 유명한 것이지만, 초고가 초안된 시점에서 이 문구는 소련을 자극하는 것으로 보고되고 있으며, 연설에서 삭제도 검토되었다.

## 같이 보기
- 악의 제국